# Cis (chi bọ cánh cứng)
Cis là một chi bọ cánh cứng trong họ Ciidae.

## Các loài
- Cis auraciacus Peyerimhoff, 1919
- Cis aurosericeus Reitter, 1887
- Cis bidentatus A.G. Olivier, 1790
- Cis bifasciatus Reitter, 1877
- Cis bilamellatus Wood, 1884
- Cis bisetiger M. Chûjô, 1939
- Cis bituberculosus Roubal, 1937
- Cis boleti Scopoli, 1763
- Cis brevipennis Nakane & Nobuchi, 1955
- Cis capricornis Kawanabe, 1997
- Cis castaneus Herbst, 1793
- Cis caucasicus Ménétriés, 1832
- Cis cedri Peyerimhoff, 1915
- Cis chinensis Lawrence, 1991
- Cis chujoi Miyatake, 1982
- Cis clavicornis Baudi di Selve, 1874
- Cis comptus Gyllenhal, 1827
- Cis coriaceus Baudi di Selve, 1874
- Cis corioli Peyerimhoff, 1915
- Cis crenatus C.R. Sahlberg, 1836
- Cis cucullatus Wollaston, 1865
- Cis dentatus Mellié, 1848
- Cis eminenticollis Nobuchi, 1955
- Cis erinaceus Roubal, 1933
- Cis fagi Waltl, 1839
- Cis fasciculosus Champion, 1922
- Cis festivus Panzer, 1793
- Cis fissicollis Mellié, 1848
- Cis fissicornis Mellié, 1848
- Cis flavipes Motschulsky, 1845
- Cis friebi Roubal, 1933
- Cis fusciclavis Nyholm, 1953
- Cis fuscipes Mellié, 1848
- Cis gardneri Pic, 1937
- Cis giganteus Pic, 1934
- Cis glabratus Mellié, 1848
- Cis gladiator Flach, 1882
- Cis graectus Schilsky, 1900
- Cis hanseni A. Strand, 1965
- Cis incanus Rey, 1892
- Cis jacquemartii Mellié, 1848
- Cis jezoensis Nobuchi, 1960
- Cis judaeus Reitter, 1901
- Cis konoi M. Chûjô, 1940
- Cis laevigatus Kawanabe, 1997
- Cis laminatus Mellié, 1848
- Cis lederi Reitter, 1880
- Cis libanicus Abeille de Perrin, 1874
- Cis lineatocribratus Mellié, 1848
- Cis lineatosetosus Pool, 1917
- Cis lineatulus Reitter, 1901
- Cis reitteri Lopes-Andrade, 2002
- Cis maculatus M. Chûjô, 1939
- Cis manchuricus M. Chûjô, 1940
- Cis maurus Peyerimhoff, 1915
- Cis micans Fabricius, 1972
- Cis mikagensis Nobuchi & Wada, 1955
- Cis morikawai Miyatake, 1954
- Cis multidentatus Pic, 1917
- Cis nigrorugosus Schilsky, 1900
- Cis nikkoensis Nobuchi, 1960
- Cis nipponicus M. Chûjô, 1940
- Cis orius Kompantsev, 1996
- Cis polypori M. Chûjô, 1939
- Cis polysticti M. Chûjô, 1939
- Cis pumilio Baudi di Selve, 1874
- Cis puncticollis Wollaston, 1860
- Cis punctifer Mellié, 1848
- Cis punctulatus Gyllenhal, 1827
- Cis pygmaeus Marsham, 1802
- Cis quaridens Mellié, 1848
- Cis quadridentulus Perris, 1874
- Cis ragusai Roubal, 1916
- Cis robustithorax Pic, 1915
- Cis rufocastaneus Nakane & Nobuchi, 1955
- Cis rugulosus Mellié, 1848
- Cis sasajii Kawanabe, 2001
- Cis sasakawai Nobuchi, 1960
- Cis seriatocribratus Reitter, 1913
- Cis seriatopilosus Motschulsky, 1861
- Cis seriatulus Kiesenwetter, 1879
- Cis sibiricus Schilsky, 1900
- Cis sinensis Pic, 1917
- Cis striatulus Mellié, 1848
- Cis submicans Abeille de Perrin, 1874
- Cis taiwanus M. Chûjô, 1939
- Cis tauriensis Królik, 2002
- Cis tomentosus Mellié, 1848
- Cis vestitus Mellié, 1848
- Cis villosulus Marsham, 1802
- Cis wollastoni Mellié, 1849
- Cis yamamotoi Kawanabe, 1997

## Hình ảnh

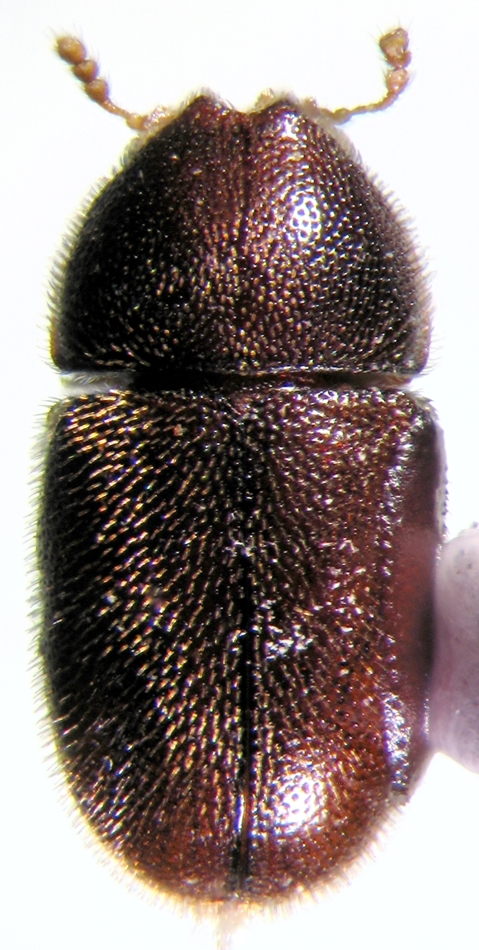
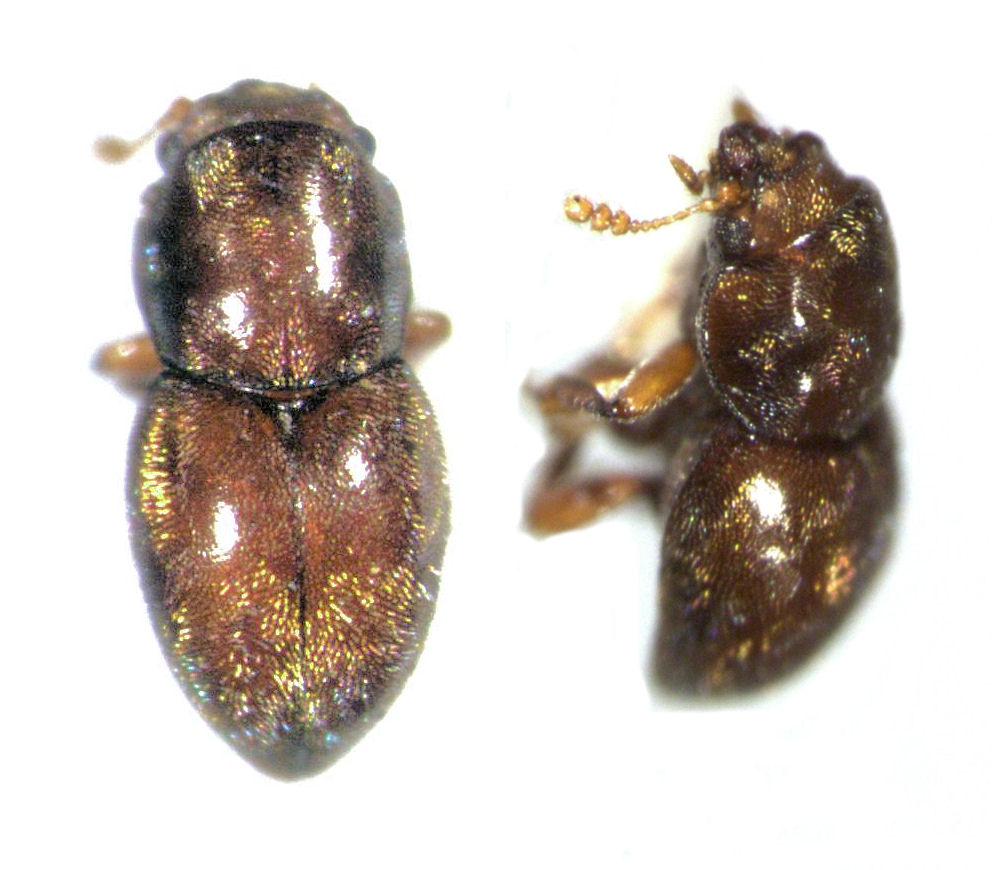